# Hilarion z Optiny
Hilarion, imię świeckie: Rodion Nikiticz Ponomariew (ur. 27 marca?/8 kwietnia 1805 w Kluczach, zm. 23 września?/5 października 1873 w Kozielsku) – jeden z świętych starców Pustelni Optyńskiej. 

## Życiorys
Urodził się w rodzinie Nikity i Eutymii Ponomariewych. Jego ojciec był pszczelarzem.  Młody Rodion Ponomariew był według hagiografii rosyjskiej niezwykle spokojny, zaś jego ulubionym zajęciem była pomoc ojcu. Od dzieciństwa zastanawiał się nad wstąpieniem w przyszłości do stanu duchownego. W 1829 jego rodzina opuściła wieś, w której dotąd mieszkali, i osiadła w Saratowie. Tam Rodion Ponomariew został uczniem duchowym biskupa saratowskiego Jakuba i z jego inspiracji wielokrotnie brał udział w dyskusjach teologicznych z miejscowymi staroobrzędowcami. Zdecydowany, by zostać mnichem, w latach 1837-1838 odwiedził szereg monasterów rosyjskich. Wreszcie 13 marca 1839 postanowił wstąpić do skitu św. Jana Chrzciciela przy Pustelni Optyńskiej. Został tam uczniem duchowym ihumena Warłaama, znaczny wpływ na niego mieli również starcy optyńscy Lew i Makary, od 1 grudnia 1839 przełożony skitu. Będąc posłusznikiem, a następnie mnichem, pracował w sadzie, ogrodzie i piekarni klasztoru. 
Na krótko przed swoją śmiercią starzec Makary udzielił mnichowi Hilarionowi szczególnego błogosławieństwa, kierując go do starczestwa. Zadania starca zakonnik wypełniał do końca życia. Od 8 kwietnia 1863 był ponadto zwierzchnikiem skitu, w którym żył. Zmarł po trwającej dwa lata ciężkiej chorobie 5 marca 1872. Miesiąc wcześniej miał przewidzieć datę swojej śmierci. 
Kanonizowany w 1996 jako jeden z Soboru Świętych Starców Optyńskich. Jego relikwie znajdują się w cerkwi Włodzimierskiej Ikony Matki Bożej w kompleksie monasteru. 
Jego ojciec, Nikita Ponomariew, również wstąpił do skitu św. Jana Chrzciciela podległego Pustelni Optyńskiej i po złożeniu ślubów zakonnych otrzymał imię Nifont. Zmarł w 1849.